# Deneuille-les-Mines

Deneuille-les-Mines este o comună în departamentul Allier din centrul Franței. În 1 ianuarie 2022 avea o populație de 352 de locuitori.